# 朴贤淑
朴贤淑（1985年8月4日—），朝鲜女子举重运动员。曾参加2004年雅典奥运和2008年北京奥运，其中在2008年北京奥运期间斩获了女子63公斤级项目的金牌。除此之外，她也获得过两枚亚洲运动会奖牌。